# Mauritixenus borbonicus
Mauritixenus borbonicus är en mångfotingart som först beskrevs av Bruno Condé och Jacquemin 1962.  Mauritixenus borbonicus ingår i släktet Mauritixenus och familjen penseldubbelfotingar. Inga underarter finns listade i Catalogue of Life.